# Euphyia albofasciata
Euphyia albofasciata là một loài bướm đêm trong họ Geometridae.